# Ligament cunéo-cuboïdien interosseux
Le ligament cunéo-cuboïdien interosseux (ou ligament cuboïdo-cunéen interosseux) est un ligament de l'articulation cunéo-cuboïdienne.
Le ligament cunéo-cuboïdien interosseux est constitué de bandes fibreuses qui relient les faces latérale de l'os cunéiforme latéral et médiale de l'os cuboïde.